# Lothar de Maizière
Lothar de Maizière [də mɛˈzjɛʀ], född 2 mars 1940 i Nordhausen i provinsen Sachsen, är en tysk politiker (CDU).
Lothar de Maizière var från 12 april till 2 oktober 1990 Östtysklands siste ministerpresident (regeringschef) tillika utrikesminister och ingick 3 oktober till 19 december 1990 i den tyska förbundsregeringen. Lothar de Maizière var Östtysklands representant vid undertecknandet av Två plus fyra-fördraget.
Lothar de Maizière tillhör en hugenottisk adelssläkt som invandrade till Kurfurstendömet Brandenburg från Maizières-lès-Metz i Frankrike. Lothar de Maizière är son till Clement de Maizière, advokat och CDU-politiker i DDR och brorson till Ulrich de Maizière vars son, Lothar de Maizières kusin, Thomas de Maizière satt i Angela Merkels tredje regering (2013-2018).